# Le Puy-las-Rodas
Le Puy-las-Rodas ou Puy-las-Rodas [pɥi la Roda] est un quartier de l'ouest de la ville de Limoges, au-delà de l'hypercentre mais à l'intérieur du boulevard périphérique.
Situé géographiquement sur une colline, il correspond globalement au secteur entre les deux routes d'Angoulême (aujourd'hui rue Armand-Dutreix) au nord, et de Bordeaux (ou d'Aixe, aujourd'hui rue François-Perrin). Sa bordure occidentale est constituée par le périphérique, tandis qu'à l'est la partie la plus proche de la place des Carmes est plutôt rattachée au quartier du même nom. 

## Toponymie
L'origine occitane du toponyme ne fait pas de doute, mais sa signification reste mystérieuse. Il apparaît dès 1380 dans un texte qui mentionne la « croux de Peux de las Rodas ». En latin, dans un texte de 1486 conservé aux Archives départementales de la Haute-Vienne, il est indiqué « vocato de Podio Rotarum », ce qui pourrait se traduire par « colline des roues ». 

## Historique
À l'époque gallo-romaine, une source qui se trouvait sur la colline est captée pour alimenter, via l'aqueduc d'Aigoulène, la ville d'Augustoritum. 
Le territoire devient un domaine seigneurial au Moyen-Âge et un village ou un hameau s'y installe. Il reste peu de traces archéologiques de ce passé ; cependant un trésor de monnaies d'Henri III et d'Henri IV a été trouvé en 1903. En outre, à l’angle des rues Puy-las-Rodas et de la Vialoube, un bâtiment sans doute du XVIe siècle est conservé, avec une niche destinée à une statuette de la Vierge.  
En haut de la colline, le couvent des Carmes de Limoges exploitait un moulin à vent, qui n'était plus opérationnel dans les années 1780, et dont l'emplacement donne son nom à une rue,.
Le domaine des Vignes, voisin du Puy-las-Rodas et en dépendant, est acheté ensuite par la famille Portefaix qui lui donne son nom, resté dans un odonyme du quartier. Le chef de famille de Jayac était seigneur du lieu « avec rang d’écuyer ». 
Les domaines réunis sont décrits dans un acte de 1783 et font l'objet, en 1823, d'une mise en vente signalée dans les Annales de la Haute-Vienne.
Le Puy-las-Rodas relevait de la paroisse Sainte-Claire, devenue municipalité en 1789 mais intégrée dès 1792 à la ville de Limoges. 
Au début du XIXe siècle, le secteur était encore largement boisé et des loups y étaient chassés.
L'urbanisation, mal documentée, commence véritablement avec le XXe siècle : sur le plan de 1926, le réseau viaire est déjà largement en place
De 1982 à 2015, le quartier prête son nom à un canton distrait de celui de Limoges-Isle.

## Le Puy-las-Rodas aujourd'hui
Le quartier est essentiellement à vocation résidentielle et décrit comme calme, avec beaucoup de maisons individuelles, souvent avec jardin, et minoritairement des tours et barres d'immeubles. 
Au sommet de la colline que constitue Puy-las-Rodas se trouvent un château d'eau et un émetteur de TDF diffusant notamment la télévision numérique terrestre,.
Le stade de Puy-las-Rodas, voisin de l'émetteur, constitue la principale infrastructure sportive du quartier. C'est l'un des deux lieux d'activité de la Jeunesse sportive Lafarge, club de football amateur fondé en 1963.
Les bureaux de la Caisse d'allocations familiales de la Haute-Vienne sont situés sur le territoire du quartier.